# Reisinger János (irodalomtörténész)
Reisinger János (Mosonmagyaróvár, 1954. február 1.) magyar irodalomtörténész, az irodalomtudományok kandidátusa, főiskolai tanár, előadó.

## Élete
Szülővárosa Kossuth Lajos Gimnáziumában érettségizett, majd az ELTE Bölcsészkarának magyar–francia szakán szerzett diplomát, 1978-ban. Ezt követően az MTA Irodalomtudományi Intézeténél dolgozott. Doktori értekezését Babits Mihály és Horváth János irodalomszemléletéről (1980), kandidátusi fokozatát A Biblia és az irodalom kapcsolatáról írta és védte meg (1994).
Fiatalként római katolikus volt, de Budapesten tartózkodva felkereste a különféle keresztény vallásfelekezeteket; – saját szavaival élve – kereste a legigazabb hitet. 1978-ban ismerte meg az adventistákat, amelynek Egervári-csoportjához később keresztséggel csatlakozott.
1983-tól kétheti rendszerességgel a „Biblia és az irodalom” címmel, vetítéssel egybekötött előadásokat tartott az ELTE Jogi karának épületében. Ezekből a Magyar Rádió Társalgó című műsora többet is bemutatott az 1980-as években. Az ELTE-n tartott előadásai a 2000-es évek elejéig folytatódtak.
1985-től vidéki városokban is előadásokat tartott; 1986-tól a  jelenések könyvéről és a bibliai próféciákról.
1991-ben létrehozta az Oltalom Alapítványt, hogy a Bibliát és az ahhoz kapcsolódó életmódkultúrát népszerűsítse.
A Keresztény Advent Közösséghez tartozó Sola Scriptura bibliatudományi főiskola tanszékvezetője lett.
Az évek során több mint 10 ezer előadást tartott Magyarországon és a környező országokban. 
2000-től bő három éven át az ATV TV-csatorna közel kétszáz előadását rögzítette, Látók, szóljatok! címen.
2006-ban egy internetes bibliai televízióműsort kezdte el.
2019-ben a  Duna Televízióban a Jézus és… néven futó műsorát vezeti.

## Magánélete
Felesége R. Balázs Katalin tanár. Gyermekeik: Orsolya, Magdolna, Dávid.

## Publikációk
Több mint 20 könyve, 200 tanulmánya jelent meg.
- Jézus „boldog-mondásai”; Bibliaiskolák Közössége, Bp., 1990 (Alapvető bibliai kérdések)
- Bibliai olvasókönyv 12–18 éves diákoknak. Bibliaismeret, kultúrtörténet, műelemzések; Oltalom Alapítvány, Nagykovácsi, 1992
- A Biblia szellemében. Életutak, művek, elemzések; Bibliaiskolák Közössége, Bp., 1994 (Oltalom-könyvek)
- Földünk fiaiért fáj. Kameruni kórházi versek világunk elesett állapotáról és reménységéről, a szabadító Jézus Krisztus közeli visszajöveteléről; Reisinger János, 1995, Nagykovácsi
- Hogyan küzdött Jézus... Nikodémusért, Fülöp és Tamás apostolokért, a gadarai megszállottért, a vakon született emberért, Péter apostolért, Júdásért, Poncius Pilátusért?; Bibliaiskolák Közössége–Oltalom Alapítvány, Bp., 1998
- Zsoltárok világa. Zsoltárelemzések, zsoltárparafrázisok, hatástörténet; szerk. Reisinger János; Sola Scriptura, Bp., 1999 Debrecen (Sola Scriptura Főiskola kiadványa)
- Hit vagy hagyomány?; Bibliaiskolák Közössége, Bp., 1999 (Korunk "vagy-vagy"-ai)
- Kisvers-nagymesterek. A magyar költészet rövid verseinek nagy tanulságai; Bibliaiskolák Közössége–Oltalom Alapítvány, Bp., 1999
- A legnagyobb kérések. Jézus Krisztus és a Miatyánk; Bibliaiskolák Közössége–Oltalom Alapítvány, Bp., 1999
- Kis eszmetörténet; Sola Scriptura, Bp., 2000 (Sola Scriptura Főiskola kiadványai)
- Katona Lajos, 1862-1910. Tanulmány és bibliográfia; Katona Lajos Városi Könyvtár, Vác, 2000 (Váci életrajzi bibliográfia)
- A Biblia a bűnrendezésről; Bibliaiskolák Közössége, Bp., 2001
- Bibliai próféciák korunkról; Oltalom Alapítvány, Bp., 2004
- A lelkiismeret; Bibliaiskolák Közössége, Bp., 2005
- Miről szól a Jelenések könyve?; Bibliaiskolák Közössége, Bp., 2005
- Győzelem. Krisztus győzelme a mi győzelmünk is lehet; szerk. Reisinger János; Bibliaiskolák Közössége, Bp., 2006
- A Júdás-rejtély; Bibliaiskolák Közössége, Bp., 2006
- A lelkiismeret; Bibliaiskolák Közössége, Bp., 2006
- Rembrandt Harmenszoon van Rijn. Mit, miért, hogyan rajzoltam és festettem. A tékozló fiú keresése. 1606-2006; Oltalom Alapítvány–Bibliaiskolák Közössége, 2007
- A Biblia a magyar képzőművészetben; Oltalom Alapítvány, bp., 2008
- A Biblia tíz vázlatpróféciája. Merre halad a történelem?; Oltalom, Bp., 2010
- Élni – miből?; Oltalom Alapítvány, Bp., 2010
- Magyar költők jövendölései; Oltalom Alapítvány, Bp., 2010
- Egészséges érzelmi és lelki élet; összeáll. Reisinger János, Egerváriné Árvai Márta; Bibliaiskolák Közössége, Bp., 2011 (Biblia-tanulmányok, 2011/1.)
- Én vagyok a világ világossága. Jézus Krisztus füveskönyve; vál., szerk., jegyz., utószó Reisinger János; Lazi, Szeged, 2012
- Munkácsy Krisztus-trilógiája. Alkotásfolyamat, befogadástörténet, mának szóló üzenet; Oltalom Alapítvány, Bp., 2012
- Reisinger János–Prancz Zoltán: Ószövetségi bölcsességi könyvek; Sola Scriptura Teológiai Főiskolai Ószövetségi Tanszék–Spalding Alapítvány, Bp.–Biatorbágy, 2012 (Sola Scriptura jegyzetek)
- A Biblia tíz vázlatpróféciája. Merre halad a történelem?; Oltalom Alapítvány, Bp., 2016
- Bibliai jelképek lexikona. Jelképek, allegorikus kifejezések, hasonlatok, jelképes cselekedetek, nevek, számok, jelképpé vált személyek, példabeszédek, példázatok, jövendölések jelképei, álmok, látomások, gondolatihletés szóképei; Oltalom Alapítvány, Bp., 2016